# お茶の間の真実〜もしかして私だけ!?〜
『お茶の間の真実〜もしかして私だけ!?〜』（おちゃのまのしんじつ もしかしてわたしだけ）は、テレビ東京系列局ほかで放送されていたテレビ東京製作のバラエティ番組である。テレビ東京系列局では2007年10月29日から2008年8月18日まで、毎週月曜 21:00 - 21:54 （日本標準時）に放送。

## 概要
日々の生活の積み重ねによって出来上がる「自分だけの常識」「我が家だけの常識」を紹介していた番組。2007年4月13日（金曜） 20:00 - 21:48に一度パイロット版を放送した後、同年10月にレギュラー放送を開始した。
番組は「我が家では旅行に出発する日の朝食は全員、パンツ一丁」「みそ汁は鍋から直接飲む」「えび天そばが好きだがえびは食べずに残す」といったさまざまな「自分だけの常識」「我が家だけの常識」を紹介した後、ゲストの中でそれをやっているのは誰なのかを発表。その行為をもとにトークを展開し、さらには一般人1万人の中に同じことをやっている人が何人いたのかを発表していた（スタジオに来ている観客50人から取ったアンケートの結果を発表する場合もあった）。最後に司会の長嶋一茂と石原良純が、その行為が「変」であるのか「普通」であるのかを判定していた。また、スタジオでのトークに基づいて追加取材したVTRを挿入していた。
2008年春からは、視聴者に自分がやっていることは変ではないかというテーマでの投稿を呼びかけるようになった。以後はリポーターが投稿者の自宅へ出向き、本人に1万人中何人が同じことをしているのかを出題。当てた投稿者にはハワイ旅行などをプレゼントしていた。
視聴率は当初は7%前後だったが、2008年以降は平均5%にまで低下した。そして番組は、改編期でもない同年8月18日に最終回を迎えた。
2019年1月30日18:55 - 21:00に「新!お茶の間の真実」のタイトルで放送された 。

## 主な出演者

### 司会
- 長嶋一茂
- 石原良純
- 大橋未歩（当時テレビ東京アナウンサー） - レギュラー版
- 鷲見玲奈（当時テレビ東京アナウンサー） - 2019年特番

### レギュラー
- 関根勤 - パイロット版の頃からほぼ休まずに出演。
- 5番6番 - お茶の間リポーターとして出演。コンビそれぞれが別の場所をリポートしている場合もあった。
- 末吉くん - お茶の間調査員として出演。

## スタッフ

### レギュラー版

#### 番組終了時のスタッフ
- ナレーション：立木文彦
- 構成：小笠原英樹、古川順一、小林清人、小堀裕也
- リサーチ：安田聡太、田中亮史
- TD：田中圭介（テレビ東京）
- CAM：近藤剛史（テレビ東京）
- VE：北村宏一
- LD：水野二夫
- MIX：田中英治（テレビ東京）
- 美術プロデューサー：小越敏彦
- 美術デザイン：薬王寺哲朗
- 美術進行：仙田拓也
- 大道具：増山達也
- 小道具：山下正美
- 電飾：北原智之
- アクリル装飾：八島貴広
- モニター：林博実
- メイク：山田かつら
- 編集・MA：e-naスタジオ、麻布プラザ
- 音響効果：加藤つよし
- CG：PDトウキョウ
- 編成：高瀬義和（テレビ東京）
- 番宣：大石淳子（テレビ東京）
- デスク：酒井奈々子
- TK：宇田直美
- 制作進行：太田博章、若山梢
- ディレクター：矢部宏光・荻野和人・鈴木拓也（テレビ東京）、國弘明子、三井保夫、長縄亮、児山昌平、吉岡賢祐、清水友也、丸山剛、八木沼邦彦、駒崎茂之
- 取材プロデューサー：黒田章博、菱沼永司
- キャスティングプロデューサー：宮川幸二（テレビ東京）
- 企画・総合演出：石田昌浩
- プロデューサー：関光晴（テレビ東京）、並木哲也
- 技術協力：テクノマックス、テレビ東京アート、サークル
- 音楽協力：テレビ東京ミュージック
- 制作協力：安寿／テレビジョンフィールド、エンネットワーク
- 製作著作：テレビ東京

#### 途中まで参加していたスタッフ
- チーフプロデューサー：大島信彦（テレビ東京）

### 復活版
- ナレーション：服部潤
- 構成：西田哲也、つじまこと、八代丈寛、キンダイチ、今田佑、工藤渉、小高弘嗣、佐藤がっかり
- TD：西村光平
- 映像：三浦宏一
- カメラ：田中圭介
- 音声：五十嵐公彦
- 照明：三浦宏一
- 美術：金森明日香
- 編集：辻泰治（麻布プラザ）、近藤裕彦（aai）
- MA：中尾和博（麻布プラザ）
- 音効：金子喜久夫
- リサーチ：K-WORK、フォーミュレーション、HHH、J-CAST
- タイトル・CG：島崎巨展
- メイク：山田かつら
- 番宣：松本悦子（テレビ東京）
- 技術協力：テクノマックス、テレビ東京アート
- ロケ技術：中根信也
- AP：神山亜弓（テレビ東京）、一瀬あいみ（厨子王）
- AD：中村愛奈（厨子王）、藤原慶太
- ディレクター：早川美緒（厨子王）、平塚怜（Zプラス）、徳嶺雄磨・久保玲美衣（共に厨子王）、吉川翔（Q inc.）
- 演出：黒田沙季（Zプラス）
- 総合演出：石田昌浩（厨子王）
- プロデューサー：水谷豊（テレビ東京）、林はる佳（厨子王）、近藤岳志（Zプラス）
- チーフプロデューサー：村上徹夫（テレビ東京）
- 制作協力：厨子王、Q inc.
- 製作著作：テレビ東京

## 放送局
| 放送対象地域   | 放送局                | 系列           | 放送日時 | ネット状況 |
| -------------- | --------------------- | -------------- | --- | ---------- |
| 関東広域圏     | テレビ東京 (TX)       | テレビ東京系列 | 月曜 21:00 - 21:54 （2007年10月29日 - 2007年12月24日） 月曜 20:54 - 21:54 （2008年1月21日 - 2008年3月17日） 月曜 21:00 - 21:54 （2008年4月21日 - 2008年8月18日） | 製作局     |
| 北海道         | テレビ北海道 (TVh)    | テレビ東京系列 | 月曜 21:00 - 21:54 （2007年10月29日 - 2007年12月24日） 月曜 20:54 - 21:54 （2008年1月21日 - 2008年3月17日） 月曜 21:00 - 21:54 （2008年4月21日 - 2008年8月18日） | 同時ネット |
| 愛知県         | テレビ愛知 (TVA)      | テレビ東京系列 | 月曜 21:00 - 21:54 （2007年10月29日 - 2007年12月24日） 月曜 20:54 - 21:54 （2008年1月21日 - 2008年3月17日） 月曜 21:00 - 21:54 （2008年4月21日 - 2008年8月18日） | 同時ネット |
| 大阪府         | テレビ大阪 (TVO)      | テレビ東京系列 | 月曜 21:00 - 21:54 （2007年10月29日 - 2007年12月24日） 月曜 20:54 - 21:54 （2008年1月21日 - 2008年3月17日） 月曜 21:00 - 21:54 （2008年4月21日 - 2008年8月18日） | 同時ネット |
| 岡山県・香川県 | テレビせとうち (TSC)  | テレビ東京系列 | 月曜 21:00 - 21:54 （2007年10月29日 - 2007年12月24日） 月曜 20:54 - 21:54 （2008年1月21日 - 2008年3月17日） 月曜 21:00 - 21:54 （2008年4月21日 - 2008年8月18日） | 同時ネット |
| 福岡県         | TVQ九州放送 (TVQ)     | テレビ東京系列 | 月曜 21:00 - 21:54 （2007年10月29日 - 2007年12月24日） 月曜 20:54 - 21:54 （2008年1月21日 - 2008年3月17日） 月曜 21:00 - 21:54 （2008年4月21日 - 2008年8月18日） | 同時ネット |
| 岐阜県         | 岐阜テレビ (GBS)      | 独立局         | 月曜 21:00 - 21:54 （2007年10月29日 - 2007年12月24日） 月曜 20:54 - 21:54 （2008年1月21日 - 2008年3月17日） 月曜 21:00 - 21:54 （2008年4月21日 - 2008年8月18日） | 同時ネット |
| 奈良県         | 奈良テレビ (TVN)      | 独立局         | 月曜 21:00 - 21:54 （2007年10月29日 - 2007年12月24日） 月曜 20:54 - 21:54 （2008年1月21日 - 2008年3月17日） 月曜 21:00 - 21:54 （2008年4月21日 - 2008年8月18日） | 同時ネット |
| 和歌山県       | テレビ和歌山 (WTV)    | 独立局         | 月曜 21:00 - 21:54 | 遅れネット |
| 三重県         | 三重テレビ (MTV)      | 独立局         | 火曜 19:00 - 19:55 | 遅れネット |
| 滋賀県         | びわ湖放送 (BBC)      | 独立局         | 木曜 22:00 - 22:55 | 遅れネット |
| 青森県         | 青森放送 (RAB)        | 日本テレビ系列 | 不定期放送 | 遅れネット |
| 岩手県         | テレビ岩手 (TVI)      | 日本テレビ系列 | 日曜 11:40 - 12:35 | 遅れネット |
| 宮城県         | ミヤギテレビ (MMT)    | 日本テレビ系列 | 日曜 12:35 - 13:30 | 遅れネット |
| 山形県         | 山形放送 (YBC)        | 日本テレビ系列 | 土曜 12:00 - 12:55 | 遅れネット |
| 福島県         | 福島中央テレビ (FCT)  | 日本テレビ系列 | 土曜 16:00 - 16:55 | 遅れネット |
| 新潟県         | テレビ新潟 (TeNY)     | 日本テレビ系列 | 木曜 9:55 - 10:50 | 遅れネット |
| 富山県         | 北日本放送 (KNB)      | 日本テレビ系列 | 日曜 15:00 - 15:55 | 遅れネット |
| 山口県         | 山口放送(KRY)         | 日本テレビ系列 | 木曜 16:00 - 16:53 | 遅れネット |
| 鳥取県・島根県 | 山陰放送 (BSS)        | TBS系列        | 金曜 10:30 - 11:25 | 遅れネット |
| 広島県         | 中国放送 (RCC)        | TBS系列        | 日曜午後に不定期放送 | 遅れネット |
| 石川県         | 石川テレビ (ITC)      | フジテレビ系列 | 日曜 12:00 - 12:55 | 遅れネット |
| 鹿児島県       | 鹿児島テレビ (KTS)    | フジテレビ系列 | 火曜 24:40 - 25:40 | 遅れネット |
| 長野県         | 長野朝日放送 (abn)    | テレビ朝日系列 | 土曜 15:00 - 15:55 | 遅れネット |
| 静岡県         | 静岡朝日テレビ (SATV) | テレビ朝日系列 | 土曜 12:00 - 12:55 | 遅れネット |
| 熊本県         | 熊本朝日放送 (KAB)    | テレビ朝日系列 | 土曜 16:30 - 17:25 | 遅れネット |

このほか、愛媛県でもパイロット版のみテレビ愛媛 (EBC) で放送された。

## 関連書籍
- お茶の間の真実 もしかして私だけ!? （2008年8月、テレビ東京、角川マガジンズ、角川SSコミュニケーションズ、ISBN 978-4-8275-3108-4） - 2008年7月24日発売。